# Olympische Jugend-Winterspiele 2020/Teilnehmer (Polen)
| Gelbes Symbol für Goldmedaillen mit stilisierten Olympischen Ringen | Graues Symbol für Silbermedaillen mit stilisierten Olympischen Ringen | Braundes Symbol für Bronzemedaillen mit stilisierten Olympischen Ringen |
| ------------------------------------------------------------------- | --------------------------------------------------------------------- | ----------------------------------------------------------------------- |
| 1                                                                   | —                                                                     | —                                                                       |

Polen nahm an den Olympischen Jugend-Winterspielen 2020 im Schweizerischen Lausanne mit 45 Athleten (23 Jungen und 22 Mädchen) in 12 Sportarten teil.

## Medaillen

### Medaillenspiegel
| Rang   | Sportart | Gold | Silber | Bronze | Gesamt |
| ------ | -------- | ---- | ------ | ------ | ------ |
| 1      | Biathlon | 1    | —      | —      | 1      |
| Gesamt | Gesamt   | 1    | 0      | 0      | 1      |

### Medaillengewinner
| Name/n         | Sportart       | Wettkampf           |
| -------------- | -------------- | ------------------- |
| Gold           |                |                     |
| Marcin Zawół   | Biathlon       | 7,5 km Sprint       |
| Silber         |                |                     |
| Alicja Mota 1  | Eishockey      | 3×3 Turnier Mädchen |
| Aleks Menc 1   | Eishockey      | 3×3 Turnier Jungen  |
| Daria Kopacz 1 | Eisschnelllauf | Mixed Teamsprint    |
| Bronze         |                |                     |
| Anna Kot 1     | Eishockey      | 3×3 Turnier Mädchen |

## Teilnehmer nach Sportarten

### Biathlon
| Athleten                                                | Wettbewerbe          | Zeit        | Fehler      | Rang |
| ------------------------------------------------------- | -------------------- | ----------- | ----------- | ---- |
| Jungen                                                  |                      |             |             |      |
| Konrad Badacz                                           | 7,5 km Sprint        | 20:27,2 min | 3 (1+2)     | 15   |
| Konrad Badacz                                           | 12 km Einzel         | 38:04,8 min | 7 (3+3+0+1) | 24   |
| Jan Guńka                                               | 7,5 km Sprint        | 20:21,4 min | 4 (1+3)     | 13   |
| Jan Guńka                                               | 12 km Einzel         | 36:08,1 min | 6 (0+4+2+0) | 10   |
| Marcin Zawół                                            | 7,5 km Sprint        | 19:23,8 min | 1 (0+1)     | Gold |
| Marcin Zawół                                            | 12 km Einzel         | 36:09,3 min | 4 (1+1+0+2) | 11   |
| Mädchen                                                 |                      |             |             |      |
| Anna Nędza-Kubiniec                                     | 6 km Sprint          | 21:46,6 min | 6 (3+3)     | 61   |
| Anna Nędza-Kubiniec                                     | 10 km Einzel         | 38:30,8 min | 8 (2+3+1+2) | 42   |
| Justyna Panterałka                                      | 6 km Sprint          | 21:45,4 min | 3 (1+2)     | 58   |
| Justyna Panterałka                                      | 10 km Einzel         | 37:54,1 min | 5 (0+1+1+3) | 34   |
| Klaudia Topór                                           | 6 km Sprint          | 19:42,6 min | 1 (0+1)     | 10   |
| Klaudia Topór                                           | 10 km Einzel         | 37:22,6 min | 5 (0+1+1+3) | 26   |
| Mixed                                                   |                      |             |             |      |
| Anna Nędza-Kubiniec Marcin Zawół                        | Single Mixed-Staffel | 44:42,8 min | 2+6 0+7     | 13   |
| Klaudia Topór Justyna Panterałka Jan Guńka Marcin Zawół | Mixed-Staffel        | 1:13:32,4 h | 0+4 0+9     | 6    |

### Bob
| Athlet          | Wettbewerb | Lauf 1      | Lauf 1 | Lauf 2      | Lauf 2 | Gesamt      | Gesamt |
| Athlet          | Wettbewerb | Zeit        | Rang   | Zeit        | Rang   | Zeit        | Rang   |
| --------------- | ---------- | ----------- | ------ | ----------- | ------ | ----------- | ------ |
| Jungen          |            |             |        |             |        |             |        |
| Oskar Langowski | Monobob    | 1:13,89 min | 10     | 1:13,16 min | 9      | 2:27,05 min | 11     |

### Curling
| Wettbewerb    | Mixed-Team                                                   | Mixed-Team                                                   | Mixed-Team                                                   | Mixed-Team                                                   |
| ------------- | ------------------------------------------------------------ | ------------------------------------------------------------ | ------------------------------------------------------------ | ------------------------------------------------------------ |
| Athleten      | Monika Wosińska                                              | Dominik Szmidt                                               | Klaudia Szmidt                                               | Robert Kamiński                                              |
| Vorrunde      | Spanien 9:6 Kanada 4:6 Estland 9:3 Südkorea 3:5 Russland 2:5 | Spanien 9:6 Kanada 4:6 Estland 9:3 Südkorea 3:5 Russland 2:5 | Spanien 9:6 Kanada 4:6 Estland 9:3 Südkorea 3:5 Russland 2:5 | Spanien 9:6 Kanada 4:6 Estland 9:3 Südkorea 3:5 Russland 2:5 |
| Viertelfinale | ausgeschieden                                                | ausgeschieden                                                | ausgeschieden                                                | ausgeschieden                                                |
| Halbfinale    | ausgeschieden                                                | ausgeschieden                                                | ausgeschieden                                                | ausgeschieden                                                |
| Finale        | ausgeschieden                                                | ausgeschieden                                                | ausgeschieden                                                | ausgeschieden                                                |
| Platzierung   | 15                                                           | 15                                                           | 15                                                           | 15                                                           |

Im Mixed-Doppel, kam der Partner immer aus einem anderen Land, somit spielten nur gemischte Mannschaften in diesem Wettbewerb mit.
| Athleten                       | Wettbewerb   | 1. Runde                            | 1. Runde | 2. Runde                                 | 2. Runde | 3. Runde                        | 3. Runde      | 4. Runde                       | 4. Runde      | Halbfinale    | Halbfinale    | Finale/Platz 3 | Finale/Platz 3 | Rang |
| Athleten                       | Wettbewerb   | Gegner                              | Erg      | Gegner                                   | Erg      | Gegner                          | Erg           | Gegner                         | Erg           | Gegner        | Erg           | Gegner         | Erg            | Rang |
| ------------------------------ | ------------ | ----------------------------------- | -------- | ---------------------------------------- | -------- | ------------------------------- | ------------- | ------------------------------ | ------------- | ------------- | ------------- | -------------- | -------------- | ---- |
| Mixed                          |              |                                     |          |                                          |          |                                 |               |                                |               |               |               |                |                |      |
| Klaudia Szmidt Jamie Rankin    | Mixed Doppel | Alina Fachurtdinowa Vitor Melo      | 8:2      | Berfin Şengül Olle Moberg                | 11:6     | Mina Kobayashi Leo Tuaz         | 2:9           | ausgeschieden                  | ausgeschieden | ausgeschieden | ausgeschieden | ausgeschieden  | ausgeschieden  | 7    |
| Park You-been Robert Kamiński  | Mixed Doppel | Alina Tschumakow Francesco De Zanna | 8:7      | Robyn Mitchell František Jiral           | 5:6      | ausgeschieden                   | ausgeschieden | ausgeschieden                  | ausgeschieden | ausgeschieden | ausgeschieden | ausgeschieden  | ausgeschieden  | 13   |
| Monika Wosińska Zhang Likun    | Mixed Doppel | Zoe Harman Merlin Gros-Soubzmaigne  | 8:2      | Walerija Denissenko Eduards Seļiverstovs | 7:3      | Kristyna Farková Axel Landelius | 5:4           | Chana Beitone Nikolai Lyssakow | 4:14          | ausgeschieden | ausgeschieden | ausgeschieden  | ausgeschieden  | 5    |
| Nilla Hallström Dominik Szmidt | Mixed Doppel | Carmen Pérez Johannes Scheuerl      | 10:9     | Pei Junhang Vít Chabičovský              | 3:12     | ausgeschieden                   | ausgeschieden | ausgeschieden                  | ausgeschieden | ausgeschieden | ausgeschieden | ausgeschieden  | ausgeschieden  | 13   |

### Eishockey
Im 3×3 Eishockey spielten die Athleten in gemischten Mannschaften.
| Mannschaft     | Athleten | Vorrunde       | Vorrunde  | Halbfinale     | Halbfinale    | Finale/Spiel um Bronze        | Finale/Spiel um Bronze | Rang   |
| Mannschaft     | Athleten | Gegner         | Ergebnis  | Gegner         | Ergebnis      | Gegner                        | Ergebnis               | Rang   |
| -------------- | --- | -------------- | --------- | -------------- | ------------- | ----------------------------- | ---------------------- | ------ |
| Jungen         | |                |           |                |               |                               |                        |        |
| _ Team Blau    | Chen Chih-yuan Jakub Trzebunia Caleb Chapman Ziya Efe Güçlü Hong Seung-woo Daniel Assavolyuk Joris Valčiukas Riley Langille Cater Hamill Konrad Kudeviita Simone Terraneo Oliver Thestrup Hansen Issa Otsuka   | _ Team Grau    | 8:9       | ausgeschieden  | ausgeschieden | ausgeschieden                 | ausgeschieden          | 8      |
| _ Team Blau    | Chen Chih-yuan Jakub Trzebunia Caleb Chapman Ziya Efe Güçlü Hong Seung-woo Daniel Assavolyuk Joris Valčiukas Riley Langille Cater Hamill Konrad Kudeviita Simone Terraneo Oliver Thestrup Hansen Issa Otsuka   | _ Team Orange  | 1:12      | ausgeschieden  | ausgeschieden | ausgeschieden                 | ausgeschieden          | 8      |
| _ Team Blau    | Chen Chih-yuan Jakub Trzebunia Caleb Chapman Ziya Efe Güçlü Hong Seung-woo Daniel Assavolyuk Joris Valčiukas Riley Langille Cater Hamill Konrad Kudeviita Simone Terraneo Oliver Thestrup Hansen Issa Otsuka   | _ Team Schwarz | 8:14      | ausgeschieden  | ausgeschieden | ausgeschieden                 | ausgeschieden          | 8      |
| _ Team Blau    | Chen Chih-yuan Jakub Trzebunia Caleb Chapman Ziya Efe Güçlü Hong Seung-woo Daniel Assavolyuk Joris Valčiukas Riley Langille Cater Hamill Konrad Kudeviita Simone Terraneo Oliver Thestrup Hansen Issa Otsuka   | _ Team Grün    | 6:11      | ausgeschieden  | ausgeschieden | ausgeschieden                 | ausgeschieden          | 8      |
| _ Team Blau    | Chen Chih-yuan Jakub Trzebunia Caleb Chapman Ziya Efe Güçlü Hong Seung-woo Daniel Assavolyuk Joris Valčiukas Riley Langille Cater Hamill Konrad Kudeviita Simone Terraneo Oliver Thestrup Hansen Issa Otsuka   | _ Team Gelb    | 8:13      | ausgeschieden  | ausgeschieden | ausgeschieden                 | ausgeschieden          | 8      |
| _ Team Blau    | Chen Chih-yuan Jakub Trzebunia Caleb Chapman Ziya Efe Güçlü Hong Seung-woo Daniel Assavolyuk Joris Valčiukas Riley Langille Cater Hamill Konrad Kudeviita Simone Terraneo Oliver Thestrup Hansen Issa Otsuka   | _ Team Braun   | 2:14      | ausgeschieden  | ausgeschieden | ausgeschieden                 | ausgeschieden          | 8      |
| _ Team Blau    | Chen Chih-yuan Jakub Trzebunia Caleb Chapman Ziya Efe Güçlü Hong Seung-woo Daniel Assavolyuk Joris Valčiukas Riley Langille Cater Hamill Konrad Kudeviita Simone Terraneo Oliver Thestrup Hansen Issa Otsuka   | _ Team Rot     | 11:18     | ausgeschieden  | ausgeschieden | ausgeschieden                 | ausgeschieden          | 8      |
| _ Team Orange  | Matthew Hamnett Jakub Michalski Diego Rodríguez Tomoyoshi Yuki Nicolò Remolato Jack Lewis Kim Sang-yeob Jonas Dobnig Roman Kechter Márk Weidemann Leni Michellod Iwan Nowoschilow Jan Schostak                 | _ Team Rot     | 8:6       | ausgeschieden  | ausgeschieden | ausgeschieden                 | ausgeschieden          | 6      |
| _ Team Orange  | Matthew Hamnett Jakub Michalski Diego Rodríguez Tomoyoshi Yuki Nicolò Remolato Jack Lewis Kim Sang-yeob Jonas Dobnig Roman Kechter Márk Weidemann Leni Michellod Iwan Nowoschilow Jan Schostak                 | _ Team Blau    | 12:1      | ausgeschieden  | ausgeschieden | ausgeschieden                 | ausgeschieden          | 6      |
| _ Team Orange  | Matthew Hamnett Jakub Michalski Diego Rodríguez Tomoyoshi Yuki Nicolò Remolato Jack Lewis Kim Sang-yeob Jonas Dobnig Roman Kechter Márk Weidemann Leni Michellod Iwan Nowoschilow Jan Schostak                 | _ Team Gelb    | 4:9       | ausgeschieden  | ausgeschieden | ausgeschieden                 | ausgeschieden          | 6      |
| _ Team Orange  | Matthew Hamnett Jakub Michalski Diego Rodríguez Tomoyoshi Yuki Nicolò Remolato Jack Lewis Kim Sang-yeob Jonas Dobnig Roman Kechter Márk Weidemann Leni Michellod Iwan Nowoschilow Jan Schostak                 | _ Team Braun   | 10:14     | ausgeschieden  | ausgeschieden | ausgeschieden                 | ausgeschieden          | 6      |
| _ Team Orange  | Matthew Hamnett Jakub Michalski Diego Rodríguez Tomoyoshi Yuki Nicolò Remolato Jack Lewis Kim Sang-yeob Jonas Dobnig Roman Kechter Márk Weidemann Leni Michellod Iwan Nowoschilow Jan Schostak                 | _ Team Schwarz | 14:8      | ausgeschieden  | ausgeschieden | ausgeschieden                 | ausgeschieden          | 6      |
| _ Team Orange  | Matthew Hamnett Jakub Michalski Diego Rodríguez Tomoyoshi Yuki Nicolò Remolato Jack Lewis Kim Sang-yeob Jonas Dobnig Roman Kechter Márk Weidemann Leni Michellod Iwan Nowoschilow Jan Schostak                 | _ Team Grün    | 6:8       | ausgeschieden  | ausgeschieden | ausgeschieden                 | ausgeschieden          | 6      |
| _ Team Orange  | Matthew Hamnett Jakub Michalski Diego Rodríguez Tomoyoshi Yuki Nicolò Remolato Jack Lewis Kim Sang-yeob Jonas Dobnig Roman Kechter Márk Weidemann Leni Michellod Iwan Nowoschilow Jan Schostak                 | _ Team Grau    | 2:5       | ausgeschieden  | ausgeschieden | ausgeschieden                 | ausgeschieden          | 6      |
| _ Team Rot     | Juho Lukkari Denys Pasko Lin Wei-yu Aleks Menc Matija Dinić Peter Repčík Mackenzie Stewart Dylan Wesseling Tjaš Lesničar Sander Salvær Jan Hornecker Matthias Bittner Maël Halladj                             | _ Team Orange  | 6:8       | _ Team Braun   | 9:7           | _ Team Grün                   | 4:10                   | Silber |
| _ Team Rot     | Juho Lukkari Denys Pasko Lin Wei-yu Aleks Menc Matija Dinić Peter Repčík Mackenzie Stewart Dylan Wesseling Tjaš Lesničar Sander Salvær Jan Hornecker Matthias Bittner Maël Halladj                             | _ Team Schwarz | 12:9      | _ Team Braun   | 9:7           | _ Team Grün                   | 4:10                   | Silber |
| _ Team Rot     | Juho Lukkari Denys Pasko Lin Wei-yu Aleks Menc Matija Dinić Peter Repčík Mackenzie Stewart Dylan Wesseling Tjaš Lesničar Sander Salvær Jan Hornecker Matthias Bittner Maël Halladj                             | _ Team Grün    | 8:9 n. V. | _ Team Braun   | 9:7           | _ Team Grün                   | 4:10                   | Silber |
| _ Team Rot     | Juho Lukkari Denys Pasko Lin Wei-yu Aleks Menc Matija Dinić Peter Repčík Mackenzie Stewart Dylan Wesseling Tjaš Lesničar Sander Salvær Jan Hornecker Matthias Bittner Maël Halladj                             | _ Team Grau    | 9:13      | _ Team Braun   | 9:7           | _ Team Grün                   | 4:10                   | Silber |
| _ Team Rot     | Juho Lukkari Denys Pasko Lin Wei-yu Aleks Menc Matija Dinić Peter Repčík Mackenzie Stewart Dylan Wesseling Tjaš Lesničar Sander Salvær Jan Hornecker Matthias Bittner Maël Halladj                             | _ Team Braun   | 11:5      | _ Team Braun   | 9:7           | _ Team Grün                   | 4:10                   | Silber |
| _ Team Rot     | Juho Lukkari Denys Pasko Lin Wei-yu Aleks Menc Matija Dinić Peter Repčík Mackenzie Stewart Dylan Wesseling Tjaš Lesničar Sander Salvær Jan Hornecker Matthias Bittner Maël Halladj                             | _ Team Gelb    | 15:13     | _ Team Braun   | 9:7           | _ Team Grün                   | 4:10                   | Silber |
| _ Team Rot     | Juho Lukkari Denys Pasko Lin Wei-yu Aleks Menc Matija Dinić Peter Repčík Mackenzie Stewart Dylan Wesseling Tjaš Lesničar Sander Salvær Jan Hornecker Matthias Bittner Maël Halladj                             | _ Team Blau    | 18:11     | _ Team Braun   | 9:7           | _ Team Grün                   | 4:10                   | Silber |
| Mädchen        | |                |           |                |               |                               |                        |        |
| _ Team Blau    | Sidre Özer Valerie Christmann Anna Kot Marija Runewska Mirren Foy Zuzana Dobiašová Jana Krascheninina Maya Stöber Regina Metzler Karolina Hengelmüller Nikki Sharp Yuna Kusama Aya Juhl Petersen               | _ Team Grau    | 8:9       | _ Team Gelb    | 5:7           | Spiel um Bronze: _ Team Braun | 6:4                    | Bronze |
| _ Team Blau    | Sidre Özer Valerie Christmann Anna Kot Marija Runewska Mirren Foy Zuzana Dobiašová Jana Krascheninina Maya Stöber Regina Metzler Karolina Hengelmüller Nikki Sharp Yuna Kusama Aya Juhl Petersen               | _ Team Orange  | 1:12      | _ Team Gelb    | 5:7           | Spiel um Bronze: _ Team Braun | 6:4                    | Bronze |
| _ Team Blau    | Sidre Özer Valerie Christmann Anna Kot Marija Runewska Mirren Foy Zuzana Dobiašová Jana Krascheninina Maya Stöber Regina Metzler Karolina Hengelmüller Nikki Sharp Yuna Kusama Aya Juhl Petersen               | _ Team Schwarz | 8:14      | _ Team Gelb    | 5:7           | Spiel um Bronze: _ Team Braun | 6:4                    | Bronze |
| _ Team Blau    | Sidre Özer Valerie Christmann Anna Kot Marija Runewska Mirren Foy Zuzana Dobiašová Jana Krascheninina Maya Stöber Regina Metzler Karolina Hengelmüller Nikki Sharp Yuna Kusama Aya Juhl Petersen               | _ Team Grün    | 6:11      | _ Team Gelb    | 5:7           | Spiel um Bronze: _ Team Braun | 6:4                    | Bronze |
| _ Team Blau    | Sidre Özer Valerie Christmann Anna Kot Marija Runewska Mirren Foy Zuzana Dobiašová Jana Krascheninina Maya Stöber Regina Metzler Karolina Hengelmüller Nikki Sharp Yuna Kusama Aya Juhl Petersen               | _ Team Gelb    | 8:13      | _ Team Gelb    | 5:7           | Spiel um Bronze: _ Team Braun | 6:4                    | Bronze |
| _ Team Blau    | Sidre Özer Valerie Christmann Anna Kot Marija Runewska Mirren Foy Zuzana Dobiašová Jana Krascheninina Maya Stöber Regina Metzler Karolina Hengelmüller Nikki Sharp Yuna Kusama Aya Juhl Petersen               | _ Team Braun   | 2:14      | _ Team Gelb    | 5:7           | Spiel um Bronze: _ Team Braun | 6:4                    | Bronze |
| _ Team Blau    | Sidre Özer Valerie Christmann Anna Kot Marija Runewska Mirren Foy Zuzana Dobiašová Jana Krascheninina Maya Stöber Regina Metzler Karolina Hengelmüller Nikki Sharp Yuna Kusama Aya Juhl Petersen               | _ Team Rot     | 11:18     | _ Team Gelb    | 5:7           | Spiel um Bronze: _ Team Braun | 6:4                    | Bronze |
| _ Team Braun   | Arwen Nylaander Julia Termens Nausikäa Clement Ximena González Riko Matsumoto Roos Karst Celine Mayer Alicja Sowa Barbora Bartáková Marja Linzbichler Tallulah Bryant Ivana Latková Daniella Lauritzen Pizarro | _ Team Schwarz | 13:11     | _ Team Schwarz | 7:11          | Spiel um Bronze: _ Team Blau  | 4:6                    | 4      |
| _ Team Braun   | Arwen Nylaander Julia Termens Nausikäa Clement Ximena González Riko Matsumoto Roos Karst Celine Mayer Alicja Sowa Barbora Bartáková Marja Linzbichler Tallulah Bryant Ivana Latková Daniella Lauritzen Pizarro | _ Team Grün    | 6:8       | _ Team Schwarz | 7:11          | Spiel um Bronze: _ Team Blau  | 4:6                    | 4      |
| _ Team Braun   | Arwen Nylaander Julia Termens Nausikäa Clement Ximena González Riko Matsumoto Roos Karst Celine Mayer Alicja Sowa Barbora Bartáková Marja Linzbichler Tallulah Bryant Ivana Latková Daniella Lauritzen Pizarro | _ Team Grau    | 16:6      | _ Team Schwarz | 7:11          | Spiel um Bronze: _ Team Blau  | 4:6                    | 4      |
| _ Team Braun   | Arwen Nylaander Julia Termens Nausikäa Clement Ximena González Riko Matsumoto Roos Karst Celine Mayer Alicja Sowa Barbora Bartáková Marja Linzbichler Tallulah Bryant Ivana Latková Daniella Lauritzen Pizarro | _ Team Orange  | 14:10     | _ Team Schwarz | 7:11          | Spiel um Bronze: _ Team Blau  | 4:6                    | 4      |
| _ Team Braun   | Arwen Nylaander Julia Termens Nausikäa Clement Ximena González Riko Matsumoto Roos Karst Celine Mayer Alicja Sowa Barbora Bartáková Marja Linzbichler Tallulah Bryant Ivana Latková Daniella Lauritzen Pizarro | _ Team Rot     | 5:11      | _ Team Schwarz | 7:11          | Spiel um Bronze: _ Team Blau  | 4:6                    | 4      |
| _ Team Braun   | Arwen Nylaander Julia Termens Nausikäa Clement Ximena González Riko Matsumoto Roos Karst Celine Mayer Alicja Sowa Barbora Bartáková Marja Linzbichler Tallulah Bryant Ivana Latková Daniella Lauritzen Pizarro | _ Team Blau    | 14:2      | _ Team Schwarz | 7:11          | Spiel um Bronze: _ Team Blau  | 4:6                    | 4      |
| _ Team Braun   | Arwen Nylaander Julia Termens Nausikäa Clement Ximena González Riko Matsumoto Roos Karst Celine Mayer Alicja Sowa Barbora Bartáková Marja Linzbichler Tallulah Bryant Ivana Latková Daniella Lauritzen Pizarro | _ Team Gelb    | 8:6       | _ Team Schwarz | 7:11          | Spiel um Bronze: _ Team Blau  | 4:6                    | 4      |
| _ Team Schwarz | Angelina Hurschler Courtney Mahoney Zhang Xinyue Chang En-ni Alicja Mota Nikola Janeková Amy Robery Darja Petrowa Kimberly Collard Luca Márton Reina Sato Emilia Kyrkkö Carlotta Regine                        | _ Team Braun   | 11:13     | _ Team Braun   | 11:7          | _ Team Gelb                   | 1:6                    | Silber |
| _ Team Schwarz | Angelina Hurschler Courtney Mahoney Zhang Xinyue Chang En-ni Alicja Mota Nikola Janeková Amy Robery Darja Petrowa Kimberly Collard Luca Márton Reina Sato Emilia Kyrkkö Carlotta Regine                        | _ Team Rot     | 9:12      | _ Team Braun   | 11:7          | _ Team Gelb                   | 1:6                    | Silber |
| _ Team Schwarz | Angelina Hurschler Courtney Mahoney Zhang Xinyue Chang En-ni Alicja Mota Nikola Janeková Amy Robery Darja Petrowa Kimberly Collard Luca Márton Reina Sato Emilia Kyrkkö Carlotta Regine                        | _ Team Blau    | 14:8      | _ Team Braun   | 11:7          | _ Team Gelb                   | 1:6                    | Silber |
| _ Team Schwarz | Angelina Hurschler Courtney Mahoney Zhang Xinyue Chang En-ni Alicja Mota Nikola Janeková Amy Robery Darja Petrowa Kimberly Collard Luca Márton Reina Sato Emilia Kyrkkö Carlotta Regine                        | _ Team Gelb    | 19:7      | _ Team Braun   | 11:7          | _ Team Gelb                   | 1:6                    | Silber |
| _ Team Schwarz | Angelina Hurschler Courtney Mahoney Zhang Xinyue Chang En-ni Alicja Mota Nikola Janeková Amy Robery Darja Petrowa Kimberly Collard Luca Márton Reina Sato Emilia Kyrkkö Carlotta Regine                        | _ Team Orange  | 8:14      | _ Team Braun   | 11:7          | _ Team Gelb                   | 1:6                    | Silber |
| _ Team Schwarz | Angelina Hurschler Courtney Mahoney Zhang Xinyue Chang En-ni Alicja Mota Nikola Janeková Amy Robery Darja Petrowa Kimberly Collard Luca Márton Reina Sato Emilia Kyrkkö Carlotta Regine                        | _ Team Grau    | 16:8      | _ Team Braun   | 11:7          | _ Team Gelb                   | 1:6                    | Silber |
| _ Team Schwarz | Angelina Hurschler Courtney Mahoney Zhang Xinyue Chang En-ni Alicja Mota Nikola Janeková Amy Robery Darja Petrowa Kimberly Collard Luca Márton Reina Sato Emilia Kyrkkö Carlotta Regine                        | _ Team Grün    | 6:4       | _ Team Braun   | 11:7          | _ Team Gelb                   | 1:6                    | Silber |

### Eisschnelllauf
| Athleten                                                             | Wettbewerbe | Zeit        | Rang   |
| -------------------------------------------------------------------- | ----------- | ----------- | ------ |
| Jungen                                                               |             |             |        |
| Filip Hawrylak                                                       | 500 m       | 39,60 s     | 23     |
| Filip Hawrylak                                                       | 1500 m      | 2:00,02 min | 13     |
| Michał Kopacz                                                        | 500 m       | 38,58 s     | 16     |
| Michał Kopacz                                                        | 1500 m      | 2:04,99 min | 26     |
| Mädchen                                                              |             |             |        |
| Daria Kopacz                                                         | 500 m       | 43,13 s     | 16     |
| Daria Kopacz                                                         | 1500 m      | 2:20,49 min | 22     |
| Marta Dobrowolska                                                    | 500 m       | 44,03 s     | 23     |
| Marta Dobrowolska                                                    | 1500 m      | 2:22,34 min | 24     |
| Mixed                                                                |             |             |        |
| Team 10 Marta Dobrowolska Yuka Takahashi Michał Kopacz Park Sang-eon | Teamsprint  | 2:08,62 min | 10     |
| Team 4 Carla Álvarez Yang Binyu Filip Hawryłak Nuraly Aqschol        | Teamsprint  | 2:10,67 min | 13     |
| Team 16 Laura Kivioja Daria Kopacz Theo Collins Motonaga Arito       | Teamsprint  | 2:05,92 min | Silber |

| Athleten          | Wettbewerbe | Halbfinale | Halbfinale  | Halbfinale | Finale        | Finale        | Finale        | Rang          |
| Athleten          | Wettbewerbe | Punkte     | Zeit        | Rang       | Punkte        | Zeit          | Rang          | Rang          |
| ----------------- | ----------- | ---------- | ----------- | ---------- | ------------- | ------------- | ------------- | ------------- |
| Jungen            |             |            |             |            |               |               |               |               |
| Filip Hawrylak    | Massenstart | 0          | 5:55,89 min | 11         | ausgeschieden | ausgeschieden | ausgeschieden | ausgeschieden |
| Michał Kopacz     | Massenstart | 0          | 6:37,84 min | 14         | ausgeschieden | ausgeschieden | ausgeschieden | ausgeschieden |
| Mädchen           |             |            |             |            |               |               |               |               |
| Daria Kopacz      | Massenstart | 0          | 7:10,43 min | 14         | ausgeschieden | ausgeschieden | ausgeschieden | ausgeschieden |
| Marta Dobrowolska | Massenstart | 0          | 6:16,31 min | 11         | ausgeschieden | ausgeschieden | ausgeschieden | ausgeschieden |

### Nordische Kombination
| Athleten             | Wettbewerb           | Skispringen | Skispringen | Skispringen | Langlauf    | Langlauf | Rang |
| Athleten             | Wettbewerb           | Weite       | Punkte      | Rang        | Zeit        | Rang     | Rang |
| -------------------- | -------------------- | ----------- | ----------- | ----------- | ----------- | -------- | ---- |
| Jungen               |                      |             |             |             |             |          |      |
| Mateusz Jarosz       | Normalschanze / 6 km | 86,0 m      | 113,0       | 8           | 16:27,8 min | 14       | 14   |
| Bartłomiej Klimowski | Normalschanze / 6 km | 83,5 m      | 108,7       | 12          | 16:57,2 min | 17       | 17   |

### Rennrodeln
| Athlet                                                    | Wettbewerb   | Lauf 1   | Lauf 1 | Lauf 2   | Lauf 2 | Gesamt       | Gesamt |
| Athlet                                                    | Wettbewerb   | Zeit     | Rang   | Zeit     | Rang   | Zeit         | Rang   |
| --------------------------------------------------------- | ------------ | -------- | ------ | -------- | ------ | ------------ | ------ |
| Jungen                                                    |              |          |        |          |        |              |        |
| Marcin Kiełbasa                                           | Einsitzer    | 55,301 s | 12     | 55,276 s | 12     | 1:50,577 min | 12     |
| Kacper Imiołek Łukasz Maćkała                             | Doppelsitzer | 55,467 s | 3      | 55,545 s | 4      | 1:51,012 min | 4      |
| Mädchen                                                   |              |          |        |          |        |              |        |
| Anna Bryk                                                 | Einsitzer    | 56,510 s | 18     | 55,960 s | 15     | 1:52,470 min | 16     |
| Nikola Domowicz Dominika Piwkowska                        | Doppelsitzer | 56,705 s | 6      | 56,781 s | 4      | 1:53,486 min | 5      |
| Mixed                                                     |              |          |        |          |        |              |        |
| Anna Bryk Marcin Kiełbasa Kacper Imiołek / Łukasz Maćkała | Teamstaffel  | –        | –      | –        | –      | 3:02,785 min | 9      |

### Shorttrack
| Athlet             | Wettbewerb | Vorlauf      | Vorlauf | Viertelfinale | Viertelfinale | Halbfinale    | Halbfinale    | Finale        | Finale        | Rang |
| Athlet             | Wettbewerb | Zeit         | Rang    | Zeit          | Rang          | Zeit          | Rang          | Zeit          | Rang          | Rang |
| ------------------ | ---------- | ------------ | ------- | ------------- | ------------- | ------------- | ------------- | ------------- | ------------- | ---- |
| Jungen             |            |              |         |               |               |               |               |               |               |      |
| Mateusz Krzemiński | 500 m      | 43,245 s     | 3       | ausgeschieden | ausgeschieden | ausgeschieden | ausgeschieden | ausgeschieden | ausgeschieden | 18   |
| Mateusz Krzemiński | 1000 m     | 2:02,106 min | 4       | ausgeschieden | ausgeschieden | ausgeschieden | ausgeschieden | ausgeschieden | ausgeschieden | 31   |
| Mädchen            |            |              |         |               |               |               |               |               |               |      |
| Maria Dobosz       | 500 m      | 45,787 s     | 3       | ausgeschieden | ausgeschieden | ausgeschieden | ausgeschieden | ausgeschieden | ausgeschieden | 17   |
| Maria Dobosz       | 1000 m     | 1:37,668 min | 3       | ausgeschieden | ausgeschieden | ausgeschieden | ausgeschieden | ausgeschieden | ausgeschieden | 17   |
| Hanna Sokołowska   | 500 m      | DNF          | DNF     | ausgeschieden | ausgeschieden | ausgeschieden | ausgeschieden | ausgeschieden | ausgeschieden | 28   |
| Hanna Sokołowska   | 1000 m     | 1:54,146 min | 3       | ausgeschieden | ausgeschieden | ausgeschieden | ausgeschieden | ausgeschieden | ausgeschieden | 23   |

### Skeleton
| Athlet         | Lauf 1      | Lauf 1 | Lauf 2      | Lauf 2 | Gesamt      | Gesamt |
| Athlet         | Zeit        | Rang   | Zeit        | Rang   | Zeit        | Rang   |
| -------------- | ----------- | ------ | ----------- | ------ | ----------- | ------ |
| Mädchen        |             |        |             |        |             |        |
| Zuzanna Klocek | 1:15,23 min | 17     | 1:14,48 min | 16     | 2:29,71 min | 17     |

### Ski Alpin
| Athleten           | Wettbewerbe  | 1. Lauf     | 1. Lauf | 2. Lauf     | 2. Lauf | Gesamt      | Gesamt |
| Athleten           | Wettbewerbe  | Zeit        | Rang    | Zeit        | Rang    | Zeit        | Rang   |
| ------------------ | ------------ | ----------- | ------- | ----------- | ------- | ----------- | ------ |
| Jungen             |              |             |         |             |         |             |        |
| Bartłomiej Sanetra | Riesenslalom | 1:06,59 min | 26      | 1:05,26 min | 11      | 2:11,85 min | 18     |
| Bartłomiej Sanetra | Slalom       | 39,65 s     | 26      | 41,34 s     | 16      | 1:20,99 min | 18     |
| Bartłomiej Sanetra | Super-G      | –           | –       | –           | –       | 57,38 s     | 33     |
| Bartłomiej Sanetra | Kombination  | 57,38 s     | 33      | 35,88 s     | 22      | 1:33,26 min | 21     |
| Mädchen            |              |             |         |             |         |             |        |
| Gabriela Hopek     | Riesenslalom | 1:12,05 min | 40      | 1:09,01 min | 25      | 2:21,06 min | 29     |
| Gabriela Hopek     | Slalom       | 1:05,37 min | 47      | DNF         | DNF     | DNF         | DNF    |
| Gabriela Hopek     | Super-G      | –           | –       | –           | –       | 1:05,37 min | 47     |
| Gabriela Hopek     | Kombination  | 1:05,37 min | 47      | DNF         | DNF     | DNF         | DNF    |

### Skilanglauf
| Athleten          | Wettbewerbe     | Qualifikation | Qualifikation | Viertelfinale | Viertelfinale | Halbfinale    | Halbfinale    | Finale        | Finale        | Rang |
| Athleten          | Wettbewerbe     | Zeit          | Rang          | Zeit          | Rang          | Zeit          | Rang          | Zeit          | Rang          | Rang |
| ----------------- | --------------- | ------------- | ------------- | ------------- | ------------- | ------------- | ------------- | ------------- | ------------- | ---- |
| Jungen            |                 |               |               |               |               |               |               |               |               |      |
| Robert Bugara     | 10 km klassisch | –             | –             | –             | –             | –             | –             | 28:06,4 min   | 12            | 12   |
| Robert Bugara     | Sprint Freistil | 3:20,73 min   | 12            | 3:31,33 min   | 5             | ausgeschieden | ausgeschieden | ausgeschieden | ausgeschieden | 21   |
| Robert Bugara     | Langlauf-Cross  | 4:38,86 min   | 37            | –             | –             | ausgeschieden | ausgeschieden | ausgeschieden | ausgeschieden | 37   |
| Sebastian Bryja   | 10 km klassisch | –             | –             | –             | –             | –             | –             | 29:31,1 min   | 34            | 34   |
| Sebastian Bryja   | Sprint Freistil | 3:38,54 min   | 54            | ausgeschieden | ausgeschieden | ausgeschieden | ausgeschieden | ausgeschieden | ausgeschieden | 54   |
| Sebastian Bryja   | Langlauf-Cross  | 4:34,07 min   | 24            | –             | –             | 4:33,23 min   | 9             | ausgeschieden | ausgeschieden | 25   |
| Piotr Sobiczewski | 10 km klassisch | –             | –             | –             | –             | –             | –             | 31:00,8 min   | 52            | 52   |
| Piotr Sobiczewski | Sprint Freistil | 3:52,56 min   | 69            | ausgeschieden | ausgeschieden | ausgeschieden | ausgeschieden | ausgeschieden | ausgeschieden | 69   |
| Piotr Sobiczewski | Langlauf-Cross  | 4:37,04 min   | 33            | –             | –             | ausgeschieden | ausgeschieden | ausgeschieden | ausgeschieden | 33   |
| Mädchen           |                 |               |               |               |               |               |               |               |               |      |
| Karolina Kukuczka | 5 km klassisch  | –             | –             | –             | –             | –             | –             | 15:41,6 min   | 21            | 21   |
| Karolina Kukuczka | Sprint Freistil | 3:04,13 min   | 44            | ausgeschieden | ausgeschieden | ausgeschieden | ausgeschieden | ausgeschieden | ausgeschieden | 44   |
| Karolina Kukuczka | Langlauf-Cross  | 5:28,44 min   | 35            | –             | –             | ausgeschieden | ausgeschieden | ausgeschieden | ausgeschieden | 35   |
| Hanna Popko       | 5 km klassisch  | –             | –             | –             | –             | –             | –             | 15:33,0 min   | 18            | 18   |
| Hanna Popko       | Sprint Freistil | 2:54,99 min   | 23            | 2:56,72 min   | 4             | ausgeschieden | ausgeschieden | ausgeschieden | ausgeschieden | 18   |
| Hanna Popko       | Langlauf-Cross  | 5:23,93 min   | 24            | –             | –             | 5:16,63 min   | 6             | ausgeschieden | ausgeschieden | 18   |
| Karolina Kaleta   | 5 km klassisch  | –             | –             | –             | –             | –             | –             | 15:36,1 min   | 20            | 20   |
| Karolina Kaleta   | Sprint Freistil | 2:49,14 min   | 10            | 2:51,66 min   | 2             | 2:49,22 min   | 4             | ausgeschieden | ausgeschieden | 8    |
| Karolina Kaleta   | Langlauf-Cross  | 5:08,52 min   | 13            | –             | –             | 5:22,45 min   | 9             | ausgeschieden | ausgeschieden | 25   |

### Skispringen
| Athleten            | Wettbewerb    | 1. Durchgang | 1. Durchgang | 1. Durchgang | 2. Durchgang | 2. Durchgang | 2. Durchgang | Gesamt | Gesamt |
| Athleten            | Wettbewerb    | Weite        | Punkte       | Rang         | Weite        | Punkte       | Rang         | Punkte | Rang   |
| ------------------- | ------------- | ------------ | ------------ | ------------ | ------------ | ------------ | ------------ | ------ | ------ |
| Jungen              |               |              |              |              |              |              |              |        |        |
| Jan Habdas          | Normalschanze | 82,0 m       | 103,1        | 14           | 75,0 m       | 89,0         | 26           | 192,1  | 23     |
| Adam Niżnik         | Normalschanze | 85,0 m       | 115,2        | 7            | 82,5 m       | 114,8        | 8            | 230,0  | 7      |
| Mädchen             |               |              |              |              |              |              |              |        |        |
| Wiktoria Polanowska | Normalschanze | 55,5 m       | 47,4         | 33           | 53,5 m       | 31,6         | 33           | 79,0   | 33     |
| Wiktoria Przybyła   | Normalschanze | 63,5 m       | 63,6         | 27           | 69,0 m       | 67,5         | 24           | 131,1  | 26     |